# Смирнитський Валентин Георгійович
Валентин Георгійович Смирнитський (нар. 10 червня 1944, Москва) — радянський і російський актор театру та кіно, Заслужений артист РРФСР (1991), Народний артист Російської Федерації (2005).

## Біографія
Валентин Смирнитський народився 10 червня 1944 року у Москві.
У 1965 році він закінчив Театральне училище ім. Б. Щукіна (курс Віри Львової).
Одночасно з Валентином Смирнитським у «Щуці» вчилися Андрій Миронов, Анастасія та Маріанна Вертинські, Валентина Малявіна, Інна Гулая, Микита Міхалков (його, правда, пізніше відрахували за погану поведінку, і він вступив до ВДІКу).

### Театр
Після закінчення училища молодого актора запросили три московських театри та один ленінградський — Театр імені Лєнсовета. Смирнитський обрав Московський театр імені Ленінського комсомолу (з 1991 року — «Ленком»), яким у той час керував Анатолій Ефрос. На сцені цього театру Валентин Георгійович дебютував у ролі Треплєва у виставі «Чайка» за однойменною п'єсою А. Чехова. Потім послідували ролі і в інших виставах — Андрій Прозоров в «Трьох сестрах», мольєрівський Дон-Жуан, Кассіо в «Отелло», Меркуціо в «Ромео і Джульєтті», Кочкарьов в «Одруженні».
На початку 1967 року Ефрос був відсторонений від керівництва театром і переведений до Театру на Малій Бронній, але вже не головним, а штатним режисером. Разом з Ефросом до цього театру переходять ще дванадцять акторів з «Ленкому», в числі яких був і Смирнитський. Він працював у цьому театрі до 1999 року, потім перейшов в Театр Луни під керуванням Сергія Проханова, де зіграв у виставах «Подорож дилетантів» (роль російського імператора Миколи I) та «Ніч ніжна». Оскільки Валентин Смирнитський, як сам він зізнався в одному з інтерв'ю, все життя хотів бути незалежним, а, крім того, позначилися особисті розбіжності з головним режисером Сергієм Прохановим, то в 2004 році він залишає Театр Луни і з тих пір грає лише в антрепризах — «LA'Театрі», в незалежній антрепризі Юрія Малакянца та інших.

### Кіно
У кіно Валентин Смирнитський дебютував, будучи ще студентом театрального училища: спочатку в 1963 році був зовсім маленький епізод у фільмі «Я крокую по Москві», а потім у 1965 році були вже більш помітні образи у фільмах «Останній місяць осені» та «Двоє».
Популярність прийшла до актора, коли він зіграв в декількох картинах — «Королівська регата», у комедії Євгена Карелова «Сім старих та одна дівчина», в спортивній камеді Віктора Садовського «Удар! Ще удар!», у військово-пригодницьких фільмах «Щит і меч» та «Ад'ютант його превосходительства».
У той час Валентин Смирнитський був надзвичайно затребуваний в кіно. Він вже був кумиром багатомільйонних глядачів Радянського Союзу (у кінці 1960-х — початку 1970-х рр. багато хто навіть про Андрія Миронова говорили, що цей молодий актор схожий на Валентина Смирнитського), коли в 1978 році режисер Георгій Юнгвальд-Хількевич запросив його на роль Портоса в свій музичний телефільм «Д'Артаньян та три мушкетери». Фільм виявився для актора самим зоряним, він популярний, як це не парадоксально, досі, а Валентин Смирнитський для багатьох телеглядачів назавжди залишився бравим Портосом.
За період тих зйомок актори, що виконували ролі мушкетерів, стали друзями на довгі роки. Цікавий той факт, що з Михайлом Боярським, який грав Д'артаньяна, Валентин Георгійович через три роки знявся в картині Юнгвальд-Хількевича, але вже зовсім іншого жанру — ліричної музичної комедії «Куди він дінеться!» (1981), де, як і в «Мушкетерах», Боярський виконував пісні Максима Дунаєвського.
В 1980-ті роки актор продовжував активно зніматися, однак, головних ролей на його рахунку залишалося не багато. Як в одному з інтерв'ю сказав сам герой статті, було мало цікавих робіт. Однією з удач для нього став фільм Юрія Єгорова «Батьки і діди» (1982). Серед інших помітних картин можна назвати «Прохіндіада, або Біг на місці» (1984), «Артистка з Грибова» (1988) та «Візит дами» (1989).
Валентин Смирнитський повернувся до образу Портоса в телефільмах «Мушкетери двадцять років потому» (1992) і «Таємниця королеви Анни, або Мушкетери тридцять років потому» (1993). А в 2007 році він зіграв улюбленого глядачами француза в завершальній кіноепопею картині — «Повернення мушкетерів, або Скарби кардинала Мазаріні».
Протягом 1990-х років актор практично не знімався внаслідок складної ситуацією у кінематографі. В той час, основною справою для нього став дубляж іноземних фільмів, мультфільмів та телесеріалів, чим герой статті раніше займався лише періодично. Декілька разів пан озвучував Портоса в різних зарубіжних екранізаціях «Трьох мушкетерів», найбільш відома — фільм 1998 року «Людина в залізній масці» (роль Жерара Депардьє). Після 2004 року актор припинив роботу в дубляжі через виниклі проблеми із зором.
В даний час артист знімається в основному у телесеріалах.

## Родина
- Батько — Георгій Смирнитський (1905—1964), радянський кіносценарист.
- Сестра — Марія Смирнитська
- Перша дружина (з 1973 по 1975 рік) — Пашкова Людмила Анатоліївна (нар. 7 серпня 1942), актриса.
- Друга дружина (з 1974 по 1980 рік) — Ірина Смирнитська (Коваленко) (1941—1997), перекладачка
  - Син — Іван Смирнитський (1973—2000)[15].
- Третя дружина — Шапоріна Олена Григорівна (нар. 7 червня 1937), економістка
  - Прийомна онука— Марфа (нар. 25 липня 1984).
- Четверта дружина (з 2004 року) — Рябцева Лідія Миколаївна, до шлюбу Садєкова (нар. 1958) — заступниця директора «Театру Луни», до 2004 року.[16][17][18]

## Ролі в театрі і кіно

### Московський театр імені Ленінського комсомолу
- «Чайка» — Трепльов
- «Три сестри» — Андрій Прозоров
- «Отелло» — Кассіо
- «Ромео і Джульєтта» — Меркуцціо
- «Одруження» — Кочкарьов

### Театр на Малій Бронній
- «Три сестри» — Андрій Прозоров
- «Отелло» — Кассіо
- «Ромео і Джульєтта» — Меркуццио
- «Одруження» — Кочкарьов
- «Дон Жуан» — Дон Жуан[19]

### Театр Луни
- «Подорож дилетантів» — імператор Микола I
- «Ніч ніжна» — Девре Воррен[20]

### Антрепризні вистави
LA' ТЕАТР (Москва):
- «Безіменна зірка» (М. Себастьяна) — Гріг (реж. — Ольга Анохіна)
- «Ці вільні метелики» (Л. Герша) — Ральф Остін (постановка — Андрій Житинкін)
- «Чутки» (Н. Саймон) — Ерні Кьюзак (постановка В. Ф. Дубровицького)[21]

### Ролі в кіно і телесеріалах
1. 1963 — Я крокую по Москві —  міліціонер у відділі грамплатівок
2. 1965 — Двоє —  Сергій
3. 1965 — Останній місяць осені —  Серафим
4. 1966 — Королівська регата —  Вася
5. 1968 — Сім старих та одна дівчина —  Володя
6. 1968 — Удар! Ще удар! —  Сергій Таманцев
7. 1968 — Щит і меч —  курсант «Фаза»
8. 1969 — Ад'ютант його превосходительства —  Ростовцев
9. 1970 — Деніскині розповіді —  тато Дениски
10. 1970 — Спокійний день наприкінці війни —  німець
11. 1971 — Дорога на Рюбецаль —  Бєльчик
12. 1971 — Слідство ведуть ЗнаТоКи. Винну голову ... —  Маслов
13. 1972 — Передчасний людина —  Борис Ладигін
14. 1973 — Зупиніть Потапова! —  Потапов
15. 1974 — Перший сніг
16. 1976 — Пригоди Нукі —  Валя Григор'єв, тато Альоші
17. 1978 — Д'Артаньян і три мушкетери —  Портос
18. 1978 — П'ята пора року
19. 1980 — Одного разу двадцять років потому —  Коля
20. 1981 — Куди він дінеться! —  Андрій
21. 1981 — Особисте життя директора —  Вадим Черепанов
22. 1982 — Етюд для доміно з роялем (к / м) —  доміношники
23. 1982 — Батьки і діди —  батько Луків
24. 1982 — Шурочка —  Володимир Юхимович Миколаїв
25. 1983 — Комета —  Чернов
26. 1984 — Межа можливого —  Семен Куликов
27. 1984 — Прохіндіада, або Біг на місці —  Олег Арбатов
28. 1984 — Третій у п'ятому ряду —  фотограф
29. 1984 — Мідний янгол —  Владислав
30. 1985 — Щиро Ваш… —  відвідувач в ресторані
31. 1985 — Набат на світанку —  Серебряков вчений
32. 1985 — Стрибок
33. 1985 — Лиха біда початок —  Павло Федорович
34. 1986 — Тихе розслідування —  інженер
35. 1987 — Візит до Мінотавра —  Содому
36. 1987 — Поразка —  Микола Миколайович Возніцин
37. 1987 — Розірване коло —  Смирнов
38. 1987 — Стара абетка —  пан
39. 1987 — Перекид через голову —  господар кішки Пенелопи
40. 1988 — Артистка з Грибова —  Артамонов
41. 1988 — Аеліто, не приставай до чоловіків —  Апокін
42. 1988 — Подія в Утіноозьорську —  помічник директора хімкомбінату
43. 1988 — Вам що, наша влада не подобається ?! —  Іван
44. 1988 — Радості земні —  епізод
45. 1989 — Я в повному порядку —  Кока
46. 1989 —  2005 — Єралаш (№ 72 «Сьогодні в світі», № 77 «Інтриган», № 88 «Влип», № 180 « Догори ногами»)
47. 1989 — Вхід до лабіринту —  Окунь
48. 1989 — Візит дами —  доктор
49. 1990 — Система «Ніпель» —  Вова
50. 1990 — Остання осінь —  підполковник Кравцов
51. 1991 — Вербувальник —  Михайло Іванович Єгоров
52. 1991 — Щен із сузір'я Гончих Псів —  редактор
53. 1992 — Мушкетери двадцять років потому —  Портос
54. 1993 — Діти чавунних богів —  Філіп Ілліч
55. 1993 — Таємниця королеви Анни, або Мушкетери тридцять років потому —  Портос
56. 1993 — Скандал в нашому Клошгороде —  колишній міністр
57. 1993 — Провінційний бенефіс
58. 1996 — Чарівне крісло
59. 1996 — Кафе «Полуничка» —  Сергій Сергійович
60. 1996 — Коханці вмирають —  депутат
61. 1997 — Афери, музика, любов —  Стів
62. 1997 — Дон Кіхот повертається — падре Перес
63. 1999 — Любов зла —  батько Семенова
64. 2000 — Особа французької національності —  міліціонер
65. 2000 — Марш Турецького —  Віталій Федорович Проскурец компаньйон Волкова
66. 2001 — З новим щастям! 2. Поцілунок на морозі —  Лев
67. 2001 — Російський водевіль. Блідолиций брехун —  Валентин Іванович Питін видавець Питін
68. 2001 — На розі, у Патріарших 2 —  Черкас
69. 2001 — Курортний роман
70. 2002 — Все, що ти любиш —  Всеволод Еміль Оболенський
71. 2002 — Дронго —  депутат Лазарєв
72. 2002 — Кодекс честі —  Назаров
73. 2002 — Провінціали —  ректор
74. 2002 — Світські хроніки —  Віталій Віталійович
75. 2002 — 2003 Дружна сімейка — полковник міліції
76. 2003 — Таємниці палацових переворотів —  Вестфален
77. 2003 — Вокзал —  полковник Тимошевський
78. 2003 — На розі, у Патріарших-3 —  Черкас
79. 2003 — Пан або пропав —  Новицький
80. 2003 — Сищик без ліцензії —  Халуповіч
81. 2003 — Оперативний псевдонім —  Золотарьов
82. 2003 — Театральний роман —  Іван Олександрович Полторацький
83. 2003 — Наречена поштою (Італія-США-РФ) —  картяр
84. 2003 — Чорна мітка —  помічник Г. Алієва
85. 2004 — Спокуса Титаніка —  губернатор
86. 2004 — Кодекс честі-2 — # 2004 — Червона капела —  інтендант
87. 2004 — На розі, у Патріарших-4 —  Черкас
88. 2004 — Хлопці зі сталі —  Уваров
89. 2004 — Я тебе люблю —  Яновський
90. 2005 — Наречений для Барбі —  Микола Сидоркин
91. 2005 — Зірка епохи —  Олексій Дикий
92. 2005 — Зцілення любов'ю —  Павло Федорович
93. 2005 — Майстер і Маргарита —  Аркадій Аполлонович Семплеяров
94. 2005 — Мій особистий ворог —  Володимир Георгійович Терьохін, батько Вікторії
95. 2005 — Оперативний псевдонім 2. Код Повернення — генерал Павло Золотарьов
96. 2005 — "Пристрасті по кіно" або "Господа кіношники" —  режисер фільму
97. 2005 — Шахраї —  генерал
98. 2005 — примножує печаль —  Микола Іванович Павлюченко
99. 2005 — 2006 — Люба, діти і завод —  Аркадій, батько Роми
100. 2006 — Великі дівчинки —  Костянтин  Творчий безлад | 22-га серія (немає в титрах)
101. 2006 — Чого хоче жінка —  режисер фільму
102. 2006 — Божевільний день —  режисер фільму
103. 2006 — Міський романс —  Роман Вікторович Шматов
104. 2006 — Невірність —  Мінін
105. 2006 — Мисливець —  Андрій
106. 2006 — У. Е. —  Пачовський
107. 2006 — 2007 — Розплата за гріхи —  Роман Вікторович Шматов
108. 2007 — Крик в ночі —
109. 2007 — Шляховики —  Володецкій, глава великої будівельної фірми  (5-я серія «Дельфін»)
110. 2008 — Дві сестри —  Анатолій Ілліч
111. 2008 — Життя, якої не було —  В'ячеслав Анатолійович Каштанов
112. 2009 — Повернення мушкетерів, або Скарби кардинала Мазаріні —  Портос
113. 2009 — Місто Зеро 2 — (не був завершений)
114. 2009 — Дві сестри-2 —  Анатолій Ілліч
115. 2009 — Детективне агентство "Іван та Марія" —  Геннадій Тимофійович Харитонов
116. 2009 — Золото скіфів —  Олег Євгенович
117. 2009 — Любов - не те, що здається —  Олексій Сергійович Князєв
118. 2009 — Куля-дура - 3 —  Василь Іванович
119. 2009 — 2014 — Пасажир з Сан-Франциско — # 2009 — 2010 — Татусеві дочки —  Михайло Казимирович Антонов
120. 2010 — Справа Крапівін —  Мікульонок
121. 2010 — Дуже російський бойовик  Стівен Камерон —  (не був завершений)
122. 2010 — Ми з джазу-2 (не був завершений)
123. 2010 — Земський лікар —  Костянтин шлюбний аферист
124. 2010 — Остання зустріч —  Леонід Ілліч Брежнєв
125. 2011 — Вагітний —  батько Сергія Добролюбова
126. 2011 — Каменська-6 —  Дорошин оперний співак, батько Ігоря
127. 2011 — Короткий курс щасливого життя —  Ілля Ілліч
128. 2011 — Татусі —  Петро Андрійович
129. 2011 — Проїзний квиток —  Поздняков
130. 2011 — Найкращий фільм 3-ДЕ —  Едуард Риков
131. 2012 — Джентльмени, удачі! —  батько Ірини, генерал МВС
132. 2012 — Легенда № 17 —  голова
133. 2013 — Мама-детектив (8 серія) —  Федір Олегович
134. 2013 — Повороти долі —  В'ячеслав Володимирович Коляда
135. 2013 — Синдром недомовленості —  Юрій Федорович Івашов
136. 2013 — Троє в Комі —  Антон
137. 2014 — Царівна Лягушкіно —  батько Василя
138. 2014 — Неформат —  дядько Воліна
139. 2014 — Аз воздам —  Аркадій Свєтін, мер
140. 2014 — Будиночок біля річки —  Михайло Миколайович
141. 2014 — Кураж —  Михайло Андрійович
142. 2014 — Курортна поліція —  Петро Сергійович
143. 2014 — Пошуки доказів —  генерал
144. 2014 — Чиста вода біля витоку —  Андрій Сергійович
145. 2015 — Весняне загострення —  дідусь Тоні
146. 2015 — Ідеальна жертва —  Віктор Васильович Сердюк
147. 2015 — Петля Нестерова —  Леонід Брежнєв
148. 2015 — Таємниця кумира —  Славський
149. 2016 — Таємнича пристрасть —  Борис Миколайович
150. 2016 — Любов поза конкурсом —  Пал Палич
151. 2016 — Мавр зробив свою справу —  Лев Семенович Костолевський
152. 2016 — Стооднолетній старий, який не заплатив і зник —  Леонід Брежнєв
153. 2017 — Срібний бір —  Решетніков

### Телеспектаклі
1. 1970 — Борис Годунов. Сцени з трагедії — Курбського
2. 1971 — Що робити? — Сторешников
3. 1972 — Мобі Дік — Ізмаїл
4. 1973 — В номерах — Кикин
5. 1975 — Шагренева шкіра — епізод
6. 1977 — Любов Ярова — Кузьма Ілліч Костюмів каптенармус обозу 2-го розряду
7. 1977 — Розповідь від першої особи — Євген Олександрович
8. 1979 — Дачна життя — супутник Маші художник-жанрист
9. 2004 — Мідна бабуся — Соболевський

## Озвучування кіно і мультфільмів
1. 1940 — Пригоди Вуді і його друзів —  морж Уоллі, Базз Баззард, все чоловічі ролі  («Селена Інтернешнл» на замовлення ОРТ, 1996 р.)
2. 1958 — Світло в лісі —  Вайлс Оуенс
3. 1959 — Кошлатий пес —  директор ФБР Хеккет
4. 1972 — Біжи, щоб тебе зловили —  Токаж Аттіла
5. 1972 — 1973 — 80 днів навколо світу —  Филеас Фогг  (дубляж ОРТ)
6. 1973 — Зануда
7. 1974 — Повітряний міст —  Геги
8. 1977 — Садиба Кендлшу
9. 1978 — Ралі —  посередник
10. 1978 — 1979 — Велика мандрівка Болека і Лелек —  половина всіх персонажів (разом з Володимиром Ферапонтовим)
11. 1979 — У шляху —  все ролі  (одноголосий закадровий переклад кіностудії «Союзмультфільм», 1980 г.)
12. 1979 — Двійник —  Канчо пів
13. 1985 — Велике покоління
14. 1986 — Безжальні люди —  шеф поліції Генрі Бентон
15. 1987 — 1990 — Красуня і чудовисько —  Сем Дентон
16. 1987 — Повернення кудлатою собаки —  Карл
17. 1989 — 1990 — Битлджус —  Битлджус  (НТВ)
18. 1989 — Невинний —  Пітер Фельдман
19. 1990 — Красиве життя —  Спенсер Барнс
20. 1990 — Вид на проживання —  Гірський
21. 1990 — Горець 2: Пожвавлення —  технік моніторів
22. 1991 — Біжи —  Марв
23. 1991 — Оскар —  Луїджі Фінуччі
24. 1991 — Правосуддя одинака —  Стів Діром
25. 1991 — А як же Боб? —  Карсвелл Фенстервальд
26. 1991 — Біллі Батгейт —  Діксі Дейвіс
27. 1992 — Том і Джеррі: Фільм —  Том  (ОРТ)
28. 1993 — 1994 — Пороги часу
29. 1993 — Биття серця —  Стівен Тауер
30. 1993 — На відстані удару —  детектив Едді Айлер
31. 1994 — 1995 — Аладдін —  Піщаний монстр («Пісок атакує»), Хамед ("День засновника "), різні персонажі
32. 1994 — 1995 — Альберт - п'ятий мушкетер —  Капітан де Тревіль, Портос
33. 1995 — 1996 — Людина нізвідки
34. 1995 — Дракончик Тіллі —  дядько Джордж  (дубляж ОРТ)
35. 1996 — Назавжди
36. 1996 — 1999 — Неймовірні пригоди Джонні Квесту —  Роджер Ті. Беннон  (Селена Інтернешнл)
37. 1996 — Народ проти Ларрі Флінта —  Честер
38. 1997 — Анаконда —  Пол Сарон
39. 1997 — П'ятий елемент —  генерал Манро
40. 1997 — Гаттака —  Антоніо Фріман ,  німець
41. 1997 — Адвокат диявола —  Едді Барзун
42. 1997 — Шакал —  директор ФБР Картер Престон
43. 1998 — Великий Лебовські —  чувак Лебовські
44. 1998 — Людина в залізній масці —  Портос
45. 1998 — 2005 — Кітпес —  Кот
46. 1998 — Секретні матеріали: Боротьба за майбутнє —  Стронгхолд
47. 1998 — Знайомтеся — Джо Блек —  Квінс
48. 1998 — Бейб: Порося в місті —  мавпа Телон
49. 1999 — 2000 — Нове шоу дятла Вуді —  капітан Редберд ,  Базз Баззерд
50. 1999 — Подвійний прорахунок
51. 1999 — Сонна Лощина —  преподобний Стінвік
52. 2000 — Кращий друг —  Вернон
53. 2000 — Втеча з курника —  Фаулер  (дубляж студії «Піфагор»)
54. 2000 — Гладіатор —  Марк Аврелій
55. 2000 — Малена —  адвокат Центорбі
56. 2001 — Щоденник Бріджит Джонс —  батько Бріджит
57. 2001 — Даун Хаус —  генерал Иволгин
58. 2003 — Одинак —  Тай Фрост
59. 2003 — Фанфан-тюльпан
60. 2004 — Троя —  Нестор

## Озвучування комп'ютерних ігор
- 1997 — Джек Орландо: Детектив в стилі 1930-х[en] — Джек Орландо
- 2005 — Три мушкетери[en] — Портос

## Факти
В лютому 2014 року Валентина Смирнитського та його дружину затримали в аеропорту «Домодєдово» після відвідування ними іспанських володінь за бешкет на борту літака рейсу Аліканте — Москва. Суд оштрафував актора на 1000 рублів.

## Визнання і нагороди
- Заслужений артист РРФСР (1991)
- Народний артист Російської Федерації (2005)